# Stanisław Ryłko

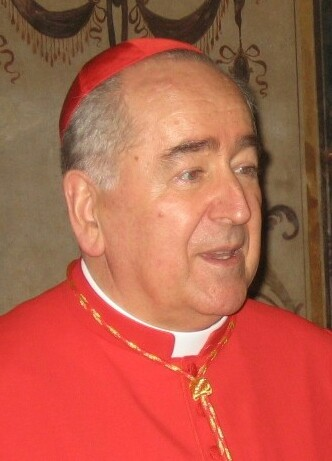
Stanisław Kardinal Ryłko am Tag nach seiner Kardinalskreierung (2007)

Wappen von Stanisław Kardinal Ryłko

Stanisław Marian Kardinal Ryłko (* 4. Juli 1945 in Andrychów, Polen) ist ein polnischer Geistlicher und Kurienkardinal der römisch-katholischen Kirche. Er leitete von 2003 bis 2016 den Päpstlichen Rat für die Laien.

## Leben
Nach dem Studium der Katholischen Theologie empfing Ryłko am 30. März 1969 durch den Krakauer Erzbischof Karol Wojtyła, den späteren Papst Johannes Paul II., das Sakrament der Priesterweihe. In Krakau wirkte er als Vizerektor des dortigen Priesterseminars. 1987 ernannte ihn Papst Johannes Paul II. zum Leiter der Sektion für die Jugend im Päpstlichen Rat für die Laien.
Am 20. Dezember 1995 ernannte ihn Johannes Paul II. zum Titularerzbischof von Novica und zum Sekretär des Päpstlichen Rates für die Laien und spendete ihm am 6. Januar 1996 die Bischofsweihe; Mitkonsekratoren waren die Erzbischöfe Giovanni Battista Re und Jorge María Mejía. Am 4. Oktober 2003 berief ihn Johannes Paul II. zum Präsidenten des Päpstlichen Rats für die Laien. Nach seiner Wahl bestätigte Papst Benedikt XVI. Ryłko in diesem Amt. Auch Papst Franziskus bestätigte ihn zunächst am 24. September 2013 vorläufig und am 6. Februar 2014 auf Dauer als Präsident des Laienrates.
Die italienische Nachrichtenagentur ANSA spekulierte im Jahre 2006 über eine mögliche Nachfolge Ryłkos für Józef Kardinal Glemp als Erzbischof von Warschau, was sich jedoch nach der Ernennung von Stanisław Wielgus und später von Kazimierz Nycz nicht bewahrheitete.
Am 24. November 2007 nahm ihn Papst Benedikt XVI. als Kardinaldiakon mit der Titeldiakonie Sacro Cuore di Cristo Re in das Kardinalskollegium auf.
Mit der Auflösung des Päpstlichen Rates für die Laien zum 1. September 2016 endete Ryłkos Tätigkeit als dessen Präsident.
Papst Franziskus ernannte ihn am 28. Dezember 2016 zum Erzpriester der Patriarchalbasilika Santa Maria Maggiore. Am 19. Mai 2018 wurde er unter Beibehaltung seiner Titeldiakonie als Titelkirche pro hac vice zum Kardinalpriester ernannt.
Am 4. Juli 2025, seinem 80. Geburtstag, dankte ihm Papst Leo XIV. und ließ bekanntgeben, dass ihm Kardinal Rolandas Makrickas, der bisherige Koadjutor, im Amt des Erzpriesters nachfolgt.

## Wirken in Deutschland
In den 1970er-Jahren übernahm er regelmäßig die Urlaubsvertretung in der Pfarrgemeinde Elsdorf bei Köln. Er pflegt auch heute noch den Kontakt mit dieser Gemeinde. Beim Weltjugendtag 2005 in Köln war er an der Vorbereitung und der Durchführung beteiligt, er zelebrierte dort mehrere Messen. Am 10. April 2008 überreichte ihm der deutsche Botschafter beim Heiligen Stuhl Hans-Henning Horstmann das von Bundespräsident Horst Köhler verliehene Große Verdienstkreuz der Bundesrepublik Deutschland mit Stern und Schulterband.

## Mitgliedschaften

### Mitgliedschaften in der Römischen Kurie
Stanisław Kardinal Ryłko ist Mitglied folgender Institutionen der römischen Kurie:
- Kongregation für die Selig- und Heiligsprechungsprozesse (seit 2008)[10]
- Kongregation für die Bischöfe (seit 2004[11], bestätigt 2008[10] und 2013[12])
- Päpstliche Kommission für Lateinamerika (seit 2008,[10] bestätigt 2014[13])
- Päpstlicher Rat zur Förderung der Neuevangelisierung (seit 2011)[14]
- Päpstliche Kommission für den Staat der Vatikanstadt (seit 2018)[15]